# Liste de gares en Lettonie
Cette liste de gares en Lettonie est une liste alphabétique des gares et haltes situées sur les lignes ferroviaires établies en Lettonie.
- Haut – A
- B
- C
- D
- E
- F
- G
- H
- I
- J
- K
- L
- M
- N
- O
- P
- Q
- R
- S
- T
- U
- V
- W
- X
- Y
- Z

## B
- Gare de Brasa.

## C
- Gare de Carnikava.

## D
- Gare de Daugavpils.

## G
- Gare de Gulbene.

## J
- Gare de Jelgava.

## L
- Gare de Liepāja.

## P
- Gare de Pļaviņas.

## R
- Gare centrale de Riga.

## Z
- Gare de Zemitāni.
- gare de Zasulauks